# Majdova-Hraškova jaskyňa
Majdova-Hraškova jaskyňa (też: Hraškova priepasť) – jaskinia krasowa w Krasie Słowacko-Węgierskim na Słowacji. Długość korytarzy 65 m, głębokość 18 m.

## Położenie
Jaskinia znajduje się na Płaskowyżu Silickim (słow. Silická planina), ok. 1 km na południe od wsi Silica w powiecie Rożniawa. Jej otwór leży na wysokości ok. 480 m n.p.m. na południowym stoku niskiego, zalesionego grzbietu.

## Geologia, morfologia
Jaskinia typu szczelinowego, została wymodelowana w triasowych wapieniach płaszczowiny silickiej, budujących wspomniany płaskowyż. Część wejściową tworzy prawie pionowa studnia głębokości kilkunastu metrów.

## Historia
Jaskinia znana od czasów prehistorycznych. W epoce brązu była miejscem kultu ludności kultury kyjatyckiej: do studni wrzucane były – zapewne jako ofiary bóstwom – ciała kobiet i dzieci. Znaleziono tu maski kultowe wykonane z ludzkich czaszek.

## Ochrona przyrody
Jaskinia leży na terenie Parku Narodowego Kras Słowacki. Od 1995 r. jest chroniona jako pomnik przyrody (słow. Prírodná pamiatka).

## Turystyka
Jaskinia leży w oddaleniu od znakowanych szlaków turystycznych i nie jest udostępniona do zwiedzania.